# Indian Oil Corporation
Indian Oil Corporation Limited eller IndianOil är ett indiskt statsägt olje- och naturgasföretag med huvudkontor i Delhi, Indien. Det är världens 88:e största företag enligt Fortune Global 500, och det största offentliga företaget i Indien, räknat efter vinst.

## Kontrovers

### Indian Oil Corporations verksamhet i Ryssland
Indian Oil Corporation har fått kritik för att fortsätta sin verksamhet i Ryssland trots de omfattande internationella sanktioner som infördes efter Rysslands invasion av Ukraina 2022. Företaget är listat på plattformar som Leave Russia, som övervakar företag som fortfarande är aktiva i landet, vilket väckt etiska frågor om dess ställning i det globala försöket att ekonomiskt isolera Ryssland. Kritiker menar att sådana handlingar underminerar internationell solidaritet mot invasionen av Ukraina. Företagets aktiviteter har väckt frågor om dess engagemang för socialt ansvar och efterlevnad av internationella normer under geopolitiska kriser.